# Novac
Novacul sau crapul argintiu nobil,  crapul cu cap mare (Hypophthalmichthys nobilis, sinonim Aristichthys nobilis) este un pește bentopelagic dulcicol zooplanctonofag din familia ciprinidelor, originar din apele curgătoare mari din nord-estul Chinei și Extremul Orient, introdus în Statele Unite ale Americii și Europa peste tot, mai ales în Europa de Est  (inclusiv în România și Republica Moldova) în crescătorii, heleșteie, iazuri și râuri. Preferă straturile superioare ale apelor.
Are o lungime obișnuită de 55-70 cm, lungimea maximală 146 cm și o greutate maximală 60 kg. Poate trăi 20 ani. Corpul moderat alungit și comprimat lateral, mai înalt decât la sânger, acoperit cu solzi cicloizi relativ mici. Capul mare și gros este ascuțit, lat și turtit dorsal. Mustățile absente. Gura mare este oblică, superioară și fără dinți. Dinții faringieni sunt situați într-un singur rând, câte 4 de fiecare parte; ei servesc la sfărâmarea, dar mai ales la măcinarea hranei. Ochii mici, distanțați și deplasați mult în jos spre colțul gurii. Pe partea ventrală există o muchie (carenă) între înotătoarele ventrale și anală, care continuă și pe pedunculul caudal. Partea ventrală este mai rotunjită decât a sângerului. Înotătoarele pectorale, ventrale și pedunculul caudal sunt mai lungi decât la sânger. Branhiospinii nu fuzionează între  ei  și  nu  sunt concrescuți  cu  istmul.  Tubul digestiv este de 3,17-5,0 ori mai mare decât lungimea corpului.
Coloritul corpului este mult mai închis decât la sânger. Spatele este brun-cenușiu sau cenușiu-verzui. Laturile sunt sur-argintii, cu numeroase pete neregulate întunecate sau dungi transversale mari de culoare maronie și puncte negre. Abdomenul este albicios-argintiu. Înotătoarele ventrale și anala sunt ușor gălbui, restul înotătoarelor sunt cenușiu întunecate. 
Hrana o formează, în principal, zooplanctonul, la care se adaugă viermii, fitoplanctonul și detritusul organic. Depune icrele în masa apei, în plin curent. În țara de origine, China, se reproduce primăvara, în lunile aprilie-mai, în mediu reofil. În Europa se reproduce frecvent artificial, în luna iulie. Ritmul de creștere este foarte mare, la 2 ani pot să cântărească 0,750-1,950 kg, iar în al treilea an 3-4 kg.
Are o mare valoare economică. Carnea este bună. Este comercializat în stare proaspătă, înghețată sau afumată.